# 김중건

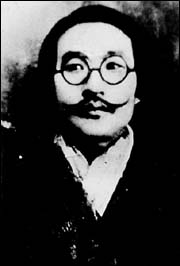
김중건

김중건(金中建, 1889년 12월 6일 - 1933년 3월 24일)은 한국의 독립 운동가이다. 아호는 소래(笑來)이다.
1933년 3월 말경 공산세력에 협조하지 않는 다는 이유로 한인 공산주의자 이광(李光)이 이끄는 길림구국군들이 의해 선생과 간부 등을 감금하고 참혹하게 처형하였다

## 생애
함경남도 영흥 출생이다. 어린 시절이나 가정 환경에 대해서는 자세히 알려져 있지 않다.
한학을 익혀 서당을 운영하다가 1907년 무렵부터 신학문에 눈을 떴다. 서당은 근대식 교육을 실시하는 연명학교(鍊明學校)로 개편되었으며, 그는 1909년 천도교에 입교했다. 천도교도들 중 이용구 계열이 중심이 된 일진회가 일한합방상주문을 제출하며 한일 병합 조약 체결을 재촉하자, 《천도교월보》에 〈토일진회(討一進會)〉라는 제목으로 일진회를 비판하는 글을 싣기도 했다.
그러나 김중건은 1910년 한일 병합 조약 체결 이후 기존의 천도교단을 통한 구국 운동을 비관적으로 보게 되어, 고향으로 낙향한 뒤 독자적인 우주관을 정립하고 천도교 교단의 개혁을 촉구하는 등의 활동을 하게 되었고, 이로 인해 천도교에서 출교당했다. 그는 결국 1913년 원종(元宗)을 창립했다.
1914년에는 원종 신도들과 함께 북간도로 망명했는데, 학교를 설립해 민족 교육을 실시하다가 1917년 일본 경찰에 체포되어 옥고를 치렀다. 그는 다시 간도 지역을 무대로 원종 포교 활동을 벌이며 자본주의와 제국주의를 반대하는 자신의 이념을 설파했다. 그의 사상은 농촌 중심의 개혁을 통해 국가가 없는 이상촌을 건설한다는 것으로, 아나키즘과 유사한 측면이 있었다.
1920년 원종교도들을 규합하여 대진단(大震團)을 조직했다. 대진단은 기본적으로 사상 단체였으나 무장 조직이었고, 1921년 무장 독립 운동 단체들이 연합하여 대한국민단이 결성될 때도 참가했다.
이후 그는 《새바람》이라는 잡지를 발행하다가 다시 체포되는 등 우여곡절을 겪었고, 1929년에 북만주의 황무지 지역에 공동 생산 공동 분배가 이루어지는 이상적 농촌 공동체 어복촌을 건설해 운영했다. 이 공동체에서는 평소 교육과 군사 훈련이 이루어졌기 때문에, 만주사변 이후 부대를 일으켜 일본군과 전투를 벌일 수 있었다.
원종 부대가 일본군에게 패퇴하여 어복촌으로 물러나 있던 중, 그는 공산주의 계열의 독립 운동 부대인 장참모의 길림구국군과 이광 부대 등과 갈등을 빚었다. 결국 1933년 일본, 소련 연합군과 길림구국군에게 잡혀 처형되었다.
1977년 건국훈장 독립장이 추서되었고, 남양주에 기념비가 세워져 있다. 유고 문집으로 《소래집(笑來集)》(1969)이 있다.

## 참고자료
- 대한민국 국가보훈처, 이 달의 독립 운동가 상세자료 - 김중건, 2003년
- 김중건 : 독립유공자 공훈록 - 국가보훈처